# Zerstörergeschwader 76
Zerstörergeschwader 76 (ZG 76) foi uma asa de caças pesados da Luftwaffe durante a Segunda Guerra Mundial. Operou aeronaves Bf 110 e Me 410.

## Comandantes
- Walter Grabmann, 15 de Abril de 1940 - 31 de Julho de 1941[1]
- Theodor Rossiwall, Agosto de 1943 - 24 de Janeiro de 1944[1]
- Robert Kowalewski, 25 de Janeiro de 1944 - 24 de Julho de 1944[1]